# Stethaprion
Stethaprion ist eine zwei Arten umfassende Gattung von Süßwasserfischen aus der Salmlerfamilie Acestrorhamphidae, die im Amazonasbecken vorkommt.

## Merkmale

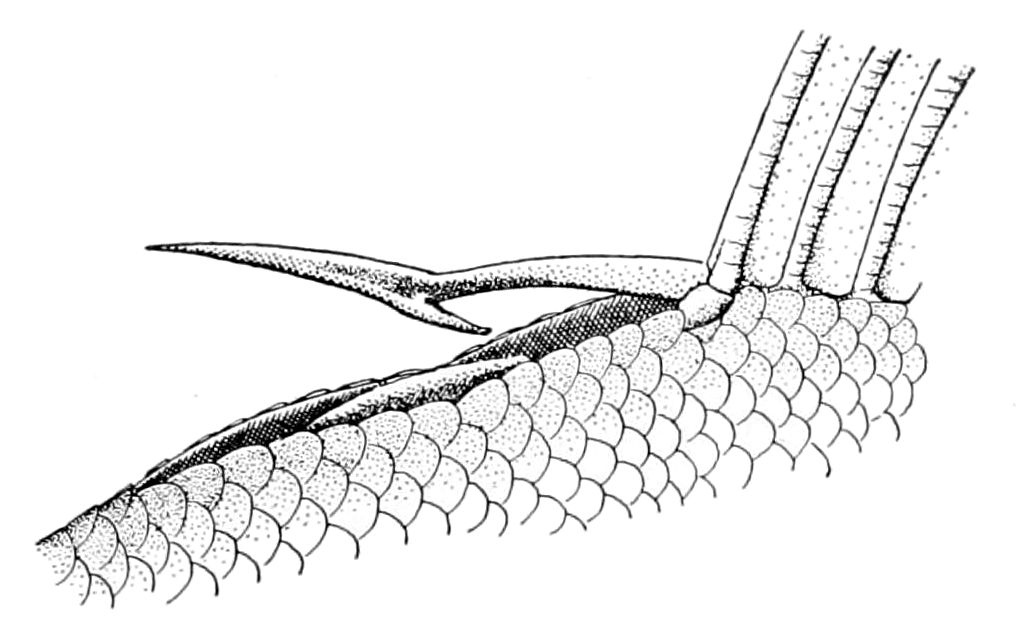
Der Prädorsalstachel von Stethaprion crenatum

Stethaprion-Arten erreichen eine Standardlänge von 8,5 bis 9 Zentimeter und haben einen hochrückigen Körper. Charakteristisch für die Gattung ist der erste Flossenstrahl der Rückenflosse, der in einen nach vorn gerichteten, relativ langen (entspr. 12 bis 13 Schuppen) Stachel umgewandelt wurde. Die Rundschuppen der Gattung sind sehr klein. Die Flossenstrahlen der Afterflosse sind auf zwei Drittel ihrer Länge beschuppt. Vier Fünftel der Schwanzflosse ist beschuppt. Der ersten Flossenstrahl der Afterflosse ist dreieckig. Die Fische sind silbrig gefärbt, mit einem goldenen Schimmer. Ein schmaler Längsstreifen auf den Flanken reicht bis auf den Schwanzstiel.
- Schuppenformel: SL 59-69.

## Systematik
Die Gattung Stethaprion wurde 1870 durch den US-amerikanischen Wissenschaftler Edward Drinker Cope mit der Erstbeschreibung von Stethaprion erythrops eingeführt. Sie gehört zur Salmlerfamilie Acestrorhamphidae und ist dort die Typusgattung der Unterfamilie Stethaprioninae. Ihre Schwestergattung ist Poptella. Weitere Gattunge der Unterfamilie sind Brachychalcinus, Ectrepopterus und Orthospinus.

## Arten
Es gibt zwei Stethaprion-Arten:
- Stethaprion crenatum Eigenmann, 1916
- Stethaprion erythrops Cope, 1870